# Den Danske Reklameskole
Den Danske Reklameskole er en dansk uddannelsesinstitution for reklamefolk.
Fra 1988 til 2004 var skolen en MasterClass i bl.a. Art Direction, Tekst og Strategisk projektledelse. Diplomuddannelsen var 2-årig og fordelt på 4 skoleperioder og 4 praktikperioder.
Skolen havde til huse på bl.a. Dortheavej i København NV og i Nyhavn indtil 2002, hvorefter den flyttede til Frederiksberg. Bag uddannelsen stod brancheforeningen DRRB,
det nuværende Kreativitet & Kommunikation.
Jørgen Duus, Kai Søborg Hansen, Dorte Zangenberg, Claus Lembourn og Ole E. Andersen har været rektor for Den Danske Reklameskole.
Blandt skolens uddannede finder man flere af landets dygtigste reklame- og kommunikationsfolk, politikeren Søren Gade og dokumentarfilminstruktøren Tao Nørager.
Den Danske Reklameskole genåbnede i 2024, i Sankt Peders Stræde i København, som paraply for uddannelserne Idé og Koncept (tidl. Reklamelinjen), ADlinjen, Tekstlinjen og Contentlinjen.
Skolens rektor er Per Holm Henriksen.